# كيلي ماكدونالد (غطاسة)
كيلي ماكدونالد هي غطاسة كندية، ولدت في 26 مايو 1988.